# Janville (Oise)
Janville is een dorp in het noorden van Frankrijk.
Het ligt op de plaats waar de rivier de Oise en een kanaal, dat verder stroom op evenwijdig aan de Oise ligt, bij elkaar komen. Er ligt in Janville nog een bebouwd eiland in dat kanaal.

## Kaart
De onderstaande kaart toont de ligging van Janville (Oise) met de belangrijkste infrastructuur en aangrenzende gemeenten.

## Demografie
Onderstaande figuur toont het verloop van het inwonertal, bron: INSEE-tellingen. 

## Websites
- (fr)  Statistische informatie op de website van INSEE

1. ↑  Populations de référence 2022.